# Chrysopa margaritina
Chrysopa margaritina är en insektsart som först beskrevs av Palisot de Beauvois 1807.  Chrysopa margaritina ingår i släktet Chrysopa och familjen guldögonsländor. Inga underarter finns listade i Catalogue of Life.